# 가챠 게임

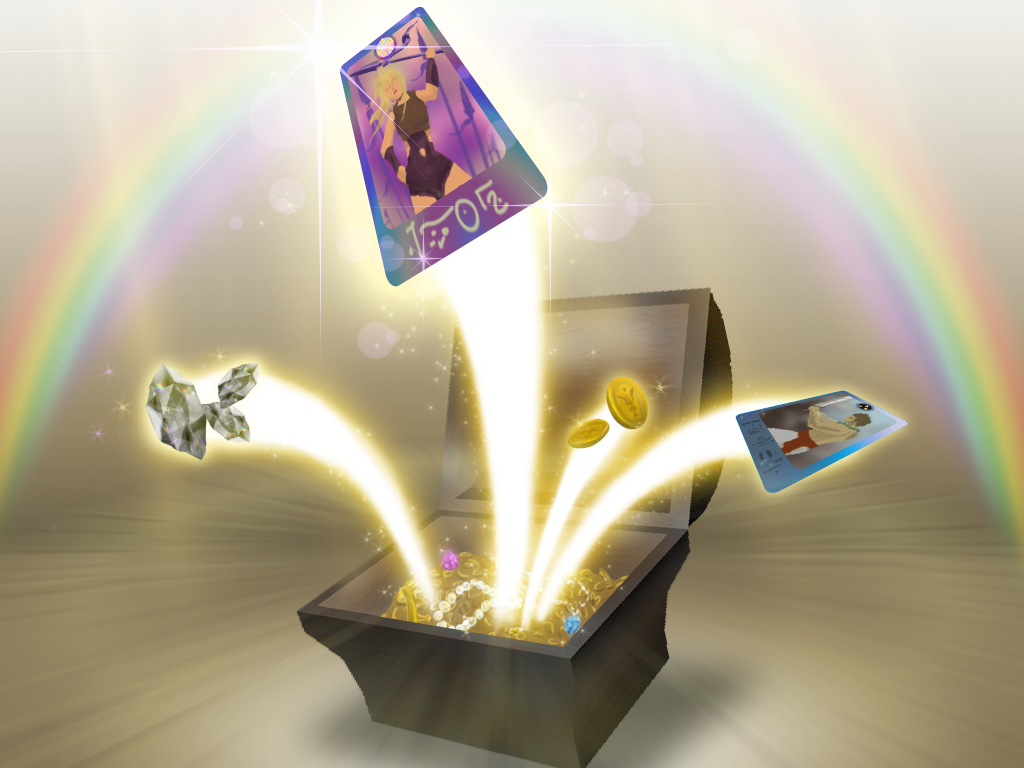
가차는 루트 박스와 비슷한 메커니즘을 갖는다.

가챠 게임은 가챠 메커니즘을 구현하는 비디오 게임이다. 루트 박스와 마찬가지로 가차 게임은 플레이어가 임의의 아이템을 받기 위해 게임 내 화폐를 소비하도록 유도한다. 게임 내 화폐는 게임 플레이를 통해 얻을 수 있으며, 실제 자금을 사용하여 게임 퍼블리셔로부터 구매할 수 있다. 이 게임들의 대부분은 무료 모바일 게임으로, 가챠는 실제 돈을 쓸 수 있는 인센티브 역할을 한다.
가챠 게임 모델은 2010년대 초, 특히 일본에서 널리 사용되기 시작했다. 일본에서 가장 높은 수익을 올린 모바일 게임 대부분이 이것을 사용하고 있으며, 이는 일본 모바일 게임 문화의 필수적인 부분이 되었다. 이 게임 메커니즘은 중국과 한국 게임에서도 점점 더 많이 사용되고 있다.
가챠 게임은 인기에도 불구하고 중독성이 있다는 비판을 받고 있으며, 기회에 따른 보상에 실제 돈을 쓸 인센티브로 인해 종종 도박에 비유된다.

## 모델
게임에는 일반적으로 플레이어가 얻을 수 있는 수많은 캐릭터와 카드 또는 기타 항목이 있으며, 대부분은 "가챠" 메커니즘을 통해서만 얻을 수 있다. 이를 통해 플레이어는 가챠를 "끌기"와 "회전"을 할 수 있다. 유사 특정 금액의 게임 내 통화를 사용하여 슬롯 머신 또는 룰렛 휠로 이동하면 플레이어에게 무작위 캐릭터, 카드가 제공된다. 또는 기타 아이템. 때때로 이러한 가챠는 제한되어 특정 이벤트 기간 내에만 특정 상품을 획득할 수 있다.
일부 보상은 나타날 확률이 낮기 때문에 일반적으로 플레이어는 원하는 결과를 얻기 전에 감마를 여러 번 회전한다. 일부 가챠 모델은 동정 시스템을 사용한다.
일부 가챠 모델은 pity 시스템을 사용한다. Soft Pity는 잡아당길 때마다 희귀 아이템을 얻을 확률을 약간 증가시켜 희귀 아이템을 받을 때까지 확률을 세고 다시 계산하는 반면, Hard Pity는 카운터를 사용하여 당겨진 횟수를 추적하고 도달한 후 희귀 아이템을 자동으로 분배한다.
많은 게임에서 감마 보상은 플레이어가 게임을 진행하는 데 필수적이다. 플레이어는 무료 또는 할인된 가챠를 받을 수 있지만 더 많이 얻으려면 비용을 지불해야 한다. 이러한 게임에는 다양한 감마 풀 등급이 있을 수 있으며, 이는 서로 다른 보상 세트이다.
감마 모델은 도박뿐만 아니라 수집형 트레이딩 카드 게임의 모델과 비교되었다. 감마 게임의 자금 조달에서 일반적으로 발견되는 수익화 측면은 게임 수익의 상당 부분이 게임 수익에서 나오는 모델을 포함한다. 캐시 롤에 비정상적으로 많은 돈을 쓰는 플레이어의 비율은 매우 적다. 기본적으로 적은 양의 돈을 쓸 수 있는 다른 플레이어나 심지어 돈을 전혀 쓰지 않는 무료 플레이 플레이어를 위해 게임에 보조금을 지급한다. 지출이 많은 플레이어는 종종 구어체로 "고래"라고 불린다. 대한민국에서는 가챠 게임에 많은 돈을 쏟으면서도 제대로 된 보상을 받지 못하는 플레이어를 자조적으로 "흑우"라고 하며, 이는 "호구"를 변형시킨 표현이다.

## 유형
| 유형                     | 설명 |
| ------------------------ | --- |
| 완전한 가챠              | "완전한 가챠"는 "콤푸 가챠" 또는 "컴퓨터 가챠"이라고도 하며 2012년까지 일본 휴대전화 비디오 게임에서 인기 있는 수익 창출 모델이었다. 일본 소비자청에 의해 불법으로 판명되었다. 완전한 가챠 규칙에 따라 플레이어는 특정 전리품 풀에서 일반 항목 세트를 무작위로 "완료"하여 희귀 항목으로 결합하려고 시도한다.세트의 처음 몇 개의 아이템은 빠르게 획득할 수 있지만 누락된 아이템의 수가 감소함에 따라 전리품 상자를 사용하여 세트를 완성할 가능성이 점점 더 낮아진다(쿠폰 수집가의 문제 참조). 이는 게임에 공통 항목이 많은 경우에 특히 해당된다. 결국에는 하나의 특정 항목이 필요하기 때문이다. |
| 박스 가챠                | 박스 가챠는 알려진 확률을 가진 세트 항목의 가상 상자이다. 플레이어는 상자에 있는 항목을 굴린다. 돌린 항목은 상자에 남아 있는 항목 금액에서 공제된다. 결과적으로 연속 롤에 대해. 플레이어가 모든 항목을 가질 때까지 가능한 "추적" 세트가 줄어든다. 가챠 완전체 논란이 알려지면서 인기가 높아졌다. |
| 다시 그리는 가챠         | 다시 그리는 감마를 사용하면 플레이어가 감마를 "다시 굴릴" 수 있으며, 그린 항목을 다시 그릴 기회와 교환하여 잠재적으로 다른 것을 얻을 수 있다. 일부 게임은 이 기능을 무료로 제공한다. 시작할 때 무료 감마 롤을 제공하는 게임에서, 초보 플레이어는 원하는 무승부를 얻을 때까지 새 계정을 만들고 각 스타터 롤을 수행하여 "다시 롤"할 수 있다. |
| 연속 뽑기                | 연속 뽑기 연속 감마는 플레이어가 대량 소비 시 희귀 보상을 받을 확률을 높인다. 개별 롤에 대해 정해진 금액을 지출하는 것과는 대조적으로, 플레이어는 약간 할인된 브라이스를 위해 연속으로 여러 번 롤하기 위해 더 많은 금액을 지출할 수 있다. |
| 스텝 업 가챠             | 플레이어의 비율은 연속 롤 또는 단일 세션 또는 제한된 기간 내 지출 인스턴스에 대해 향상된다.(예: 5개의 체크포인트는 1단계에 대한 보상을 받기 위해 30분 이내에 5번 굴려야 하거나 30분 이내에 5번을 소비해야 한다. 연속해서 1, 2, 3, 4, 5단계로 해서 보상을 받는다.) |
| 공개 가챠 대 비공개 가챠 | 레어 아이템을 뽑을 정확한 확률을 표시(열림) 대 숨기기(닫힘)를하는 뽑기가 있다. |
| 스고로쿠 가챠            | 스고로쿠(문자 그대로 "더블 식스") "게임 보드" 가챠는 보상을 얻기 위해 가상 게임 보드에서 이동하는 것을 포함한다. 일반적으로 이동은 주사위를 굴려서 수행되며 주사위 굴리는 롤링을 통해 직접 또는 간접적으로 발생할 수 있다. |

## 항소
게임 개발자들은 무료 게임 수익화 전략으로 가챠를 칭찬했다. 주로 무료 게임을 사용하는 대부분의 개발자는 수익 창출 가능성을 최대화한다는 개념에서 시작하여 게임에 통합할 것을 권장한다.
감마가 그렇게 많은 플레이어에게 중독성이 있는 이유가 무엇인지에 대해 토론이 있었다. 제안된 메커니즘에는 항목을 수집하려는 수렵 채집 본능과 세트를 완료하려는 욕구가 포함되고, "실패에 대한 두려움"을 효과적으로 사용하거나 단순히 도박을 유도하는 동일한 메커니즘을 사용한다.

## 비판과 문제

### 도박과 유사
2012년 5월 보수적인 일본 신문인 욤우리 신문에 소셜 네트워킹 게임과 특히 감마가 아이들의 순진함을 이용하여 이익을 취하는 것을 비판하는 기사가 실렸다.
기사의 주된 불만은 가챠 모델이 도박과 너무 닮았다는 것이었다. 이 신문은 시스템 남용을 방지하기 위해 일본 소비자청의 조사를 요청했다.
1000달러가 넘는 금액을 1000달러 이상 지출하는 청소년 및 어린 아이들의 여러 사례가 미디어에 보고되었다. 얼마 지나지 않아 소비자청에서 제안된 조사를 거쳐 완전 감마 모델이 부당한 가산 또는 부당한 이익 및 오인 방지에 관한 법률을 인용하여 불법으로 선언되었고(불리한 견해 및 오해의 소지가 있는 표현 방지법),소비자청은 야구 트레이딩 카드의 맥락에서 완전한 감마 관행을 방지하기 위해 1977년에 작성된 기존 법률에 따라 가상 아이템을 "경품"으로 간주할 수 있다고 밝혔다. 성명서가 발표된 지 한 달 이내에 모든 주요 일본 게임 퍼블리셔는 게임에서 완전한 캐시 규칙을 제거했지만 많은 개발자가 이 문제를 해결하는 방법을 찾았다. 또한 일본에서 가챠 제품을 판매하는 회사에 대한 여러 소송이 시작되어 일시적으로 주식 시장 가치가 거의 4분의 1로 일시적으로 감소했다.
GREE 및 DENA를 포함한 일본 모바일 게임 개발자는 자체 규제 산업 그룹인 일본 소셜 게임 협회를 설립하기 위해 노력했으며, 이는 개발자를 이러한 모델에서 밀어내려고 시도했지만 성공하지 못했다. 그리고 협회는 2015년에 해산되었다.
이 메커니즘은 도박과 유사하여 정밀 조사를 받았으며 일부 국가에서는 드롭률을 공개하도록 요구하거나 특정 관행(예: 완전 감마)을 금지했다.
많은 플레이어가 이 게임에서 구매한 후 후회를 느낀다.
이러한 유형의 게임은 또한 플레이어가 원하는 것을 얻기 위해 한 번에 수천 달러를 소비하도록 유인한다는 비판을 받았다. 모바일 장치를 통해 쉽게 결제할 수 있으므로 어린이는 도박과 같은 메커니즘의 영향을 받을 가능성이 높다.
일부 게임 개발자는 의도적으로 감정 조작 및 착취 관행을 도입하기도 한다. 2019년 연구 보고서에서는 "가챠 시스템이 중독성이 있고 문제가 있는 것으로 입증되었습니다"라고 언급하고 가챠 시스템의 허점이 국제 자금을 위해 악용될 수 있다고 추측했다.

## 같이 보기
- 가챠 게임 목록

- 루트 박스

- 소액결제